# Who Loved Him Best?
Who Loved Him Best? er en amerikansk stumfilm fra 1918 af Dell Henderson.

## Medvirkende
- Edna Goodrich - Doria Dane
- Herbert Evans - George Steele
- Miriam Folger - Schuyler
- Frank Otto - Harry North
- Charles Martin - Gilbert Jasper
- A. H. Busby - C. M. Winton
- Nadia Gary - Amy Winton
- Francois Du Barry
- Tallulah Bankhead - Nell